# Haumont-près-Samogneux
 Haumont-près-Samogneux  es una población y comuna francesa, en la región de Lorena, departamento de Mosa, en el distrito de Verdún y cantón de Charny-sur-Meuse.

## Historia
Esta comuna está deshabitada. Se trata de una de las nueve que resultaron totalmente destruidas en la Primera Guerra Mundial y que no fueron reconstruidas posteriormente. Fue declarada village mort pour la France (villa caída por Francia) tras las hostilidades y se decidió conservarla sin reconstruir para memoria de las generaciones futuras. La administración está a cargo de un consejo de tres personas designadas por el Prefecto del departamento del Mosa.

## Demografía[1]
| 244 | 249 | 233 | 255 | 318 | 332 | 313 | 309 | 291 | 265 | 239 | 216 | 219 | 215 | 195 | 196 | 172 | 162 | 156 | 148 | 131 | 5 | 5 | 0 | 0 | 0 | 0 | 0 | 0 | 0 | 0 | 0 | 0 | 0 | 0 |
| Para los censos de 1962 a 1999 la población legal corresponde a la población sin duplicidades (Fuente: INSEE [Consultar]) |     |     |     |     |     |     |     |     |     |     |     |     |     |     |     |     |     |     |     |     |   |   |   |   |   |   |   |   |   |   |   |   |   |   |